# Морена Бакарин
Морена Бакарин е американска актриса от бразилски произход.

## Биография
Родена е на 2 юни 1979 г. в Рио де Жанейро.  Когато е на 7 години, семейството ѝ се мести в Ню Йорк.

## Избрана филмография
Кино
- „Мисия Серенити“ (2005)
- „Старгейт: Кивотът на истината“ (2008)
- „Son of Batman“ (2014, глас)
- „Шпиони“ (2015)
- „Batman: Bad Blood“ (2016, глас)
- „Дедпул“ (2016)
- „Дедпул 2“ (2018)
- „Гренландия: Последно убежище“ (2020)
- „Дедпул и Върколака“ (2024)

Телевизия
- „Файърфлай“ (2002 – 2003, 14 епизода)
- „Лигата на справедливостта без граници“ (2005 – 2006, глас, 3 епизода)
- „Ориндж Каунти“ (2006, 3 епизода)
- „Старгейт“ (2006 – 2007, 5 епизода)
- „Heartland“ (2007, 9 епизода)
- „Посетители“ (2009 – 2011, 22 епизода)
- „Вътрешна сигурност“ (2011 – 2013, 29 епизода)
- „Добрата съпруга“ (2012 – 2013, 2 епизода)
- „Менталистът“ (2011 – 2014, 3 епизода)
- „The Red Tent“ (2014, минисериал)
- „Готъм“ (от 2014)